# 前69年
| 千纪： | 前1千纪 |
| 世纪： | 前2世纪 \| 前1世纪 \| 1世纪                                                                                |
| 年代： | 前90年代 \| 前80年代 \| 前70年代 \| 前60年代 \| 前50年代 \| 前40年代 \| 前30年代                           |
| 年份： | 前74年 \| 前73年 \| 前72年 \| 前71年 \| 前70年 \| 前69年 \| 前68年 \| 前67年 \| 前66年 \| 前65年 \| 前64年 |
| 纪年： | 西汉地节元年                                                                                               |

## 大事记
- 汉宣帝任定國為廷尉。
- 帕提亚人和罗马人重新以幼发拉底河作为边境。
- 托勒密十二世废黜克娄巴特拉五世，成为唯一的统治者。

## 出生
- 小屋大薇，古罗马女性
- 赫居世居西干，新罗创始者
- 克娄巴特拉七世，埃及女王

## 逝世
- 克娄巴特拉·塞勒涅一世，埃及女王
- 刘延寿，西汉楚王
- 刘成，西汉缾侯